# Atalacmea multilinea
Atalacmea multilinea es una especie de molusco gasterópodo de la familia Lottiidae.

## Distribución geográfica
Se encuentra  en Nueva Zelanda.